# GBU-72
GBU-72 (англ. GBU-72 Advanced 5K Penetrator) — американська високоточна авіаційна бомба, призначена для знищення укріплених підземних цілей.

## Історія
Бомба почала розроблятись у 2017 році для заміни протибункерних бомб попереднього покоління GBU-28. Бомба займає проміжне положення між GBU-28 та надважкою GBU-57, основним недоліком якої є можливість запуску лише із стратегічних бомбардувальників. GBU-72 може запускатись з розповсюджених F-15, що дозволить масове використання у випадку масштабного збройного конфлікту .
На відміну від GBU-28, яка наводилась за лазерним променем, GBU-72 має керовані аеродинамічні поверхні та блок наведення за координатами GPS.
У жовтні 2021 проводились випробування GBU-72 на авіабазі «Еглін», бомби скинули з винищувача-бомбардувальника F-15 Strike Eagle з висоти понад 10 тисяч метрів.
За словами Джеймса Куллітона, керівника програми GBU-72, ця бомба була розроблена для враження важких і сильно заглиблених цілей і розроблений як для винищувачів, так і для бомбардувальників. Конструкція зброї та її прогнозована ефективність були змодельовані з використанням передових методів і процесів моделювання та імітації до того, як була створена перша боєголовка. Очікується, що летальність буде значно вищою порівняно з подібною старішою зброєю, такою як GBU-28.

## На озброєнні
- Ізраїль[7]
- США